# Thí nghiệm đạn pháo của Newton

Thí nghiệm đạn pháo của Newton là một thí nghiệm tưởng tượng đề xuất bởi Isaac Newton để giả thuyết lực hấp dẫn là lực phổ quát, và là lực chịu trách nhiệm cho chuyển động của các hành tinh. Thí nghiệm này được nêu trong cuốn sách A Treatise of the System of the World của ông.

## Thí nghiệm tưởng tượng

Vận tốc ban đầu của quả đạn pháo bằng 11.200 m/s bắn theo phương ngang từ đỉnh ngọn núi rất cao của Newton.

Trong thí nghiệm nêu trong cuốn sách của Newton (tr. 5-8), ông hình dung ra một khẩu pháo thần công đặt trên đỉnh của ngọn núi rất cao. Nếu không có lực hấp dẫn hay sức cản không khí, quả đạn pháo bắn ra từ khẩu thần công sẽ đi theo đường thẳng ra xa khỏi Trái Đất. Nếu lực hấp dẫn tác động lên đạn pháo, nó sẽ đi theo một đường khác phụ thuộc vào vận tốc ban đầu của nó. Nếu vận tốc bắn ra nhỏ hơn một giá trị xác định, quả đạn chỉ đơn giản rơi trở lại Trái Đất. Ở ví dụ hai minh họa (A và B) với vận tốc từ 0 đến 7.000 m/s so với Trái Đất.
Nếu vận tốc bắn ra bằng vận tốc quỹ đạo ở độ cao tương ứng của đỉnh ngọn núi, đạn pháo sẽ đi theo một vòng tròn quanh Trái Đất dọc theo một quỹ đạo tròn cố định, giống như chuyển động của Mặt Trăng. Ở ví dụ (C) với vận tốc bắn theo phương ngang xấp xỉ bằng 7.300 m/s so với Trái Đất.

Vận tốc ban đầu của quả đạn pháo bằng 0 m/s bắn theo phương ngang từ đỉnh ngọn núi rất cao của Newton.

Vận tốc ban đầu của quả đạn pháo bằng 6.000 m/s bắn theo phương ngang từ đỉnh ngọn núi rất cao của Newton.

Vận tốc ban đầu của quả đạn pháo bằng 7.300 m/s bắn theo phương ngang từ đỉnh ngọn núi rất cao của Newton.

Nếu vận tốc ban đầu lớn hơn vận tốc quỹ đạo, nhưng không đủ lớn để hoàn toàn bay ra khỏi Trái Đất (nhỏ hơn vận tốc thoát), quả đạn pháo sẽ bay quanh Trái Đất theo quỹ đạo hình elíp. Ở ví dụ (D) cho ví dụ vận tốc theo phương ngang từ 7.300 đến xấp xỉ 10.000 m/s đối với Trái Đất.

Vận tốc ban đầu của quả đạn pháo bằng 8.000 m/s bắn theo phương ngang từ đỉnh ngọn núi rất cao của Newton.

Nếu vận tốc bắn ra rất lớn, quả đạn sẽ rời Trái Đất theo quỹ đạo hình parabol (với vận tốc chính xác bằng vận tốc thoát) hoặc quỹ đạo hyperbol với vận tốc lớn hơn. Ví dụ (E) với vận tốc ban đầu theo phương ngang lớn hơn 10.000 m/s đối với Trái Đất.

## Minh họa khác
Một hình ảnh từ một trang trong cuốn sách A Treatise of the System of the World thể hiện hình vẽ của Newton về thí nghiệm tưởng tượng này đã được đưa vào Đĩa ghi vàng Voyager phóng theo tàu Voyager (ảnh số #111).

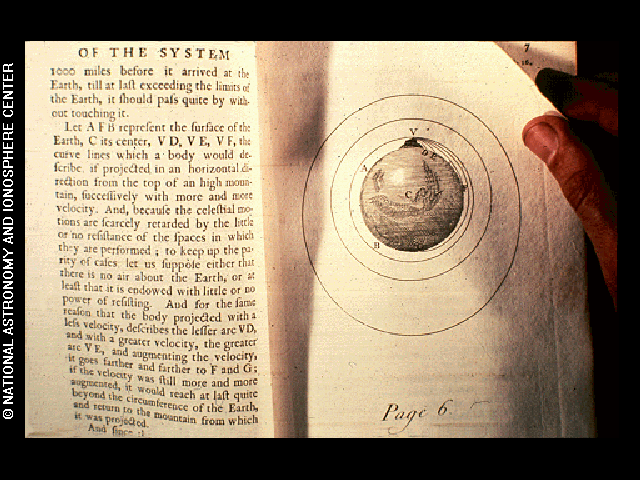
Ảnh chụp trang 6 từ cuốn Philosophiæ Naturalis Principia Mathematica Tập 3 của Newton, De mundi systemate (On the system of the world). Nó là một trong các ảnh được ghi vào Đĩa ghi vàng Voyager và gắn trên hai tàu Voyager 1 và 2 phóng vào không gian liên sao sâu thẳm.